# Milton Obote
Apollo Milton Opeto Obote (ur. 28 grudnia 1924 w Akokoro, zm. 10 października 2005 w Johannesburgu) – premier Ugandy od 1962 do 1966 oraz prezydent kraju w latach 1966–1971 i 1980–1985, doprowadził do niepodległości Ugandy w 1962.

## Życiorys
Urodził się jako trzecie z dziewięciorga dzieci w rodzinie rolniczej w północno-środkowej Ugandzie. Jego ojciec był niewiele znaczącym wodzem plemiennym Langø. Apollo w młodości uczęszczał do szkół misyjnych. W 1948 roku rozpoczął edukację na Uniwersytecie Makerere w Kampali. Ze stacjonarnych studiów wydalono go po tym, jak zorganizował strajk studencki. Studia zakończył w trybie zaocznym. Dorywczo pracował jako robotnik i sprzedawca w południowym regionie Buganda. Następnie przeniósł się do sąsiedniej Kenii ogarniętej wówczas antykolonialnym powstaniem Mau Mau. Obote przystąpił do ugrupowania Afrykański Narodowy Związek Kenii założonej przez Jomo Kenyatta. W Kenii nabył umiejętności politycznych, które przydały mu się w walce o niepodległość własnej ojczyzny.
Po powrocie do Ugandy w 1957 roku dołączył do Narodowego Kongresu Ugandy. W 1958 roku został wybrany w skład Rady Legislacyjnej Ugandy. Był jednym z nielicznych delegatów afrykańskich, którzy nie wahali się krytykować rządów kolonialnych. W 1960 roku utworzył odrębny Ugandyjski Kongres Ludowy (UPC), który to przyjął lewicową ideologię. Przed wyborami parlamentarnymi w 1962 roku zawarł umowę z Bugandą, na mocy której mieszkańcy tego regionu zagłosują na UPC w zamian za to, że tamtejszy król Edward Mutesa (dla poddanych Mutes II) obejmie stanowisko prezydenta. Umowa opłaciła się, a UPC odniosło sukces w wyborach. Władzę w kraju objęła koalicja UPC i stronników króla Mutesa II. Obote został zaprzysiężony na premiera, Mutesa z kolei został prezydentem.
Relacje pomiędzy Mutesą a Obote nie były najlepsze. Mutesa dążył do uznania Bugandy jako oddzielnego królestwa, co Obote zdecydowanie odrzucał. Jednocześnie Obote zraził do siebie innych przywódców plemiennych przez realizacje socjalistycznego programu gospodarczego i osłabiania władzy lokalnych wodzów. Sytuację w kraju skomplikowała nacjonalistyczna postawa Obote, który dążąc do ograniczenia wpływów hinduskiej mniejszości kontrolującej duży sektor gospodarki, doprowadził do znacznego wzrostu cen. W kwietniu 1966 roku zawiązał spisek z głównodowodzącym armii ugandyjskiej Idi Aminem, na mocy której ten drugi zadeklarował się zmusić Mutesę do ustąpienia. 23 maja tego samego roku oddziały Amina zaatakowały pałac Mutesy. Mutesa uciekł z kraju i formalnie ustąpił ze stanowiska. Po tych wydarzeniach Obote zawiesił konstytucję i ogłosił się prezydentem. Wkrótce w życie weszła nowa konstytucja, która likwidowała federalizm. Siłowe rozprawienie się z Mutesą przyczyniło się do coraz większej niepopularności rządu Obote na południu. Obote zareagował na to zaostrzeniem kursu względem tamtejszej ludności.
Pod koniec lat 60. udało się doświadczyć krótkiego okresu politycznej stabilności i wzrostu gospodarczego. W 1969 roku Obote ogłosił „Kartę zwykłego człowieka”. Karta promowała klasyczne ideały socjalistyczne (w tym własność pracowników nad środkami produkcji). Dokument wyobcował Ugandę wobec mocarstw zachodnich. W tym samym roku utworzono system jednopartyjny. Przywódcy zachodni obawiali się, że Obote pójdzie w ślady innych afrykańskich liderów i utworzy sojusz ze Związkiem Radzieckim. W rzeczywistości obawy Zachodu nie były uwierzytelnione, Uganda bowiem prowadziła politykę niezaangażowania, a o ile jej relacje z ZSRR były pozytywne, to nie było mowy o ściślejszej współpracy między państwami. 
Gdy 25 stycznia 1971 roku przebywał na konferencji w Singapurze, w kraju odbył się wojskowy zamach stanu. Wojskowi z Idi Aminem przejęli władzę w kraju co zmusiło Obote do szukania schronienia w Tanzanii. Dyktatorskie i brutalne rządy Amina przyczyniły się do powszechnej niechęci wobec niego wśród Ugandyjczyków. Obote wielokrotnie potępiał reżim, zyskując przy tym poparcie wielu tysięcy mieszkańców Ugandy. Wielu z nich uciekło przed reżimem do Tanzanii. W 1979 roku wojska Tanzanii wsparły antyrządowych rebeliantów i obaliły Amina drogą zbrojnej interwencji. Obote po obaleniu Amina powrócił na urząd prezydenta.
Pozycję Obote w Ugandzie potwierdziły wybory w 1980 roku. W trakcie drugiego etapu rządów ponownie prowadził represyjną politykę względem mieszkańców Ugandy, co doprowadziło do wybuchu wojny domowej. W 1985 roku armia odsunęła go od władzy drogą zamachu stanu. Obote zbiegł do Kenii, a następnie otrzymał azyl w Zambii. Zmarł 10 października 2005 roku w trakcie leczenia w Południowej Afryce.